# NBA选秀
NBA选秀为一年一度的NBA盛会，在选秀大会上，30支NBA球队都可以挑选想加入NBA的球员，这些球员通常都是来自美国大学级别的比赛，但近年来被选中的国际球员和高中毕业生越来越多。被选中的球员称为新秀。NBA有三个针对新秀的评选，一个是NBA最佳新秀，另外一个是NBA新秀挑戰賽评选。以及NBA最佳新秀陣容。

## 选秀程序
NBA选秀分为两轮，各支球队挑选球员依据预定的规则进行。最新的规则是2021年，前14的选秀权属于当年未进入季后赛的14支球队，这些球队会进行一次抽签以决定前四选秀顺序，戰績最差的球隊將會有最高的機率獲得第一順位（即狀元籤，第二順位為榜眼，第三順位為探花）；接下来的顺位则留给其他球队，常规赛成绩差的球队顺位靠前（但那些进入了季后赛的球队則由第15順位開始排列），因此常规赛成绩最好的球队位置在最后，與種子排位甚至晉級之路無關。
第二轮选秀次序與第一轮有異，是單純以球隊的常規賽戰績而定（同樣為最好成绩球隊的位置在最後），尤其在實行附加賽賽制後，更好成績的球隊或會未能打進季後賽；但是NBA球队会和交易球员一样交易选秀权，特别是第二轮选秀权。所以第二轮选秀的次序有时会和第一轮的选秀次序差异很大。
NBA的每支球队都必须在整个选秀中至少挑选一名新秀，同时，NBA联盟的规则也禁止任何球队交易未来连续两年的首轮选秀权（施特平條款）。此规则的出台部分源于1980年至1983年期间克里夫兰骑士队的运作，該队老板特德·史泰平（Ted Stepien）一系列价值有疑问的交易让骑士队好几年都没有首轮选秀权，几乎毁了骑士队。NBA向史泰平施加压力，让他出售骑士队，而且为了获得稳固的本地老板古登·甘德（Gordon Gund），NBA给了骑士队几个未来的奖励选秀权。
注意，这条规则只限制每个球队必须有一个第一轮选秀权，而不是限制每个球队只能拥有自己第一轮选秀权。下面举出一些例子来说明这个规则。假定2005年NBA选秀已经完成：
- 假定圣安东尼奥马刺队在2005年没有第一轮选秀权，但有之后每一年的第一轮选秀权。马刺队可以自由交易他们的2006年第一轮选秀权，因为2005年选秀权已经不再是未来的选秀权，但是，他们不能同时把2007年，或者任何连续的两年的第一轮选秀权也交易出去。
- 马刺队在选秀之后通过交易获得了2007年的第一轮选秀权。这时他们可以把自己的2006年和2007年第一轮选秀权交易出去，因为他们仍旧持有一个2007年的第一轮选秀权。

## 选秀资格
所有美国大学球员在参加大学NCAA比赛的资格结束后自动获得选秀资格，而未参加大学比赛的国际球员在满22岁后自动获得此资格。除此之外，到2005年为止，美国球员可以在高中毕业和大学比赛资格结束之间的任何时刻声明选秀资格，而国际球员在18岁生日之后可以声明选秀资格；但是从2006年开始，美国球员声明选秀资格需要满足如下两个条件：
- 高中毕业至少一年
- 在选秀年的12月31日之前满19岁

对于国际球员，声明选秀资格只需要满足第二个条件。
年龄限制是NBA联盟和球员工会的新劳资协议的一部分。
NBA规定了两个选秀资格声明日期。所有希望参与选秀但是没有自动获得选秀资格的球员需要在第一个日期或之前声明选秀资格。在这之后，联盟会建立一些选秀前的训练营，允许可能参加选秀的球员向球队展示他们的能力与技巧，球队也可能观察他们的个性。球员可以在最后的宣布参加选秀日之前（选秀日一周之前）做出决定，撤回选秀资格声明。
声明选秀资格的球员并不会自动失去大学比赛资格，除非在之前的年度声明了选秀资格并反悔。如果在最后的宣布参加选秀日之前没有撤回选秀资格声明，那么球员会失去大学比赛资格，无论他们是否被选中。另外，和经纪人签约也会自动终止大学比赛资格。球员最多可以撤回选秀资格声明一次。
球队被要求和第一轮选中的球员签订至少一年的合约，而在三年内拥有和第二轮选中的球员的联盟内独占签约权。
选秀顺位越靠前的球员的身价越高。选秀状元通常是新秀中最好的球员。但是成为选秀状元并不意味着一定会成为超级巨星。迈克尔·乔丹在1984年NBA选秀中列第三位，但是被普遍认为是史上最好的球员。在他前面的两个球员说明了选秀的不确定性。状元黑肯·奥拉朱旺的职业生涯让他肯定会进入篮球名人堂，但是榜眼萨姆·鲍伊成为了一个过客，其职业生涯被伤病所困扰。

## 选秀日當日
选秀當日NBA主席一宣佈选秀會開始，便會開始5分鐘倒數。擁有第一順位選秀權的球隊需於這5分鐘選擇球員。倒數過後，NBA主席會再到台上宣佈該球隊選擇的球員，若球員在場的話，會上台與NBA主席合照，同時第2個5分鐘開始倒數，擁有第二順位選秀權的球隊需於這5分鐘選擇球員，如此類推。而該5分鐘通常會對之前被選中的球員作訪問。因此一個選秀會可長達4~5小時。

## 選秀全球化
不少外國球員獲得選秀得到出名機會，如姚明、安德魯·博古特、安德里亞·巴尼亞尼、揚尼斯·安戴托昆波、盧卡東契奇、尼古拉約基奇等人。